# Youri Tchoursine
Youri Anatolevitch Tchoursine (en russe : Юрий Анатольевич Чурсин), né le 11 mars 1980 à Priozersk (ru) (oblys de Karaganda, RSS du Kazakhstan), est un acteur russe.

## Filmographie non exhaustive
- 2006 : Jouer les victimes de Kirill Serebrennikov : Valia
- 2013 : Les Trois Mousquetaires de Sergueï Jigounov : Athos
- 2016 : Survival Game de Sarik Andreassian : Konstantin
- 2018 : Les Maîtres de l'illusion (ru) d'Alexandre Bogouslavski : Kevin
- 2019 : Les Visiteurs (ru) d'Evgueni Abyzov : Andreï
- 2020 : Quelqu'un a-t-il vu ma gamine ? (Кто-нибудь видел мою девчонку?) d'Angelina Nikonova